# Анатольська (селище)
Анато́льська (рос. Анатольская) — селище у складі Горноуральського міського округу Свердловської області.
Населення — 160 осіб (2010, 131 у 2002).
Національний склад станом на 2002 рік: росіяни — 92 %.